# امپرازول/آموکسی‌سیلین/ریفابوتین
امپرازول/آموکسی‌سیلین/ریفابوتین، که با نام تجاری Talicia عرضه می‌شود، یک داروی ترکیبی با دوز ثابت است که برای درمان عفونت هلیکوباکتر پیلوری استفاده می‌شود. شکل تجویز آن به صورت خوراکی است.
این دارو در نوامبر ۲۰۱۹ برای استفاده پزشکی در ایالات متحده تأیید شد.